# Gastrochilus dasypogon
Gastrochilus dasypogon — эпифитное трявянистое растений семейства Орхидные.
Вид не имеет устоявшегося русского названия, в русскоязычных источниках используется научное название Gastrochilus dasypogon.

## Синонимы
По данным Королевских ботанических садов в Кью. 

Гомотипные синонимы:
- Aerides dasypogon Sm. in A.Rees, 1819 basionym
- Saccolabium dasypogon (Sm.) Lindl., 1833

Гетеротипные синонимы:
- Epidendrum umbellatum Buch.-Ham. ex Lindl., 1833

## Биологическое описание
Растение маленькое. Листья двурядные, кожистые. Растение маленькое, эпифит, размер цветка — 1,5—2,5 см.
Произрастает на стволах и ветвях деревьев в лесах на возвышенностях 300—1000 м над уровнем моря.

## Ареал
Ассам, восточные Гималаи, Непал, Бутан, Сикким, Таиланд, Лаос, и Вьетнам.

## В культуре
Температурная группа — тёплая. Растение нуждается в хорошем освещении и обильном поливе круглый год. Наиболее предпочтительна посадка на блок.